# Hermetia illucens
Hermetia illucens ist ein Zweiflügler aus der Familie der Waffenfliegen (Stratiomyidae). Die Art wird in Zusammenhang mit der Zucht (als Futterinsekt) Schwarze Soldatenfliege oder einfach „Soldatenfliege“ genannt, eine Übersetzung des englischen „black soldier fly“ (abgekürzt BSF). In anderen Zusammenhängen ist dieser Name missverständlich, weil die Familie Stratiomyidae, der die Art angehört, oft auch „Soldatenfliegen“ (engl. soldier fly) genannt wird.

## Merkmale

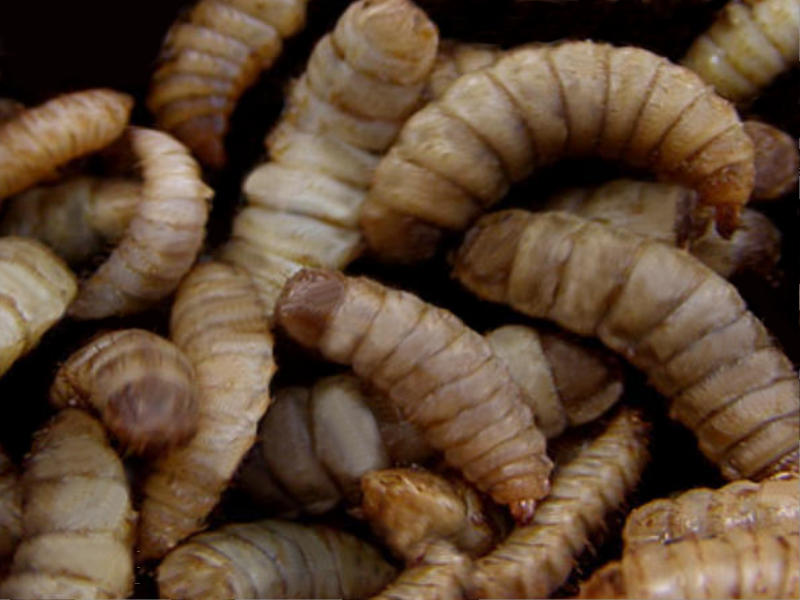
Larven von Hermetia illucens

Die Fliegen sind 14 Millimeter (Männchen) bzw. 17 Millimeter (Weibchen) lang und haben einen schlanken Körperbau. Der Kopf ist breiter als der Thorax und hat nasenförmige Höcker unterhalb der Fühler. Die Fühler sind so lang wie der Thorax. Ihr erstes Glied ist drei Mal so lang wie das zweite. Das dritte bis neunte Glied bildet eine komplexe Spindel, bei der man die Einzelglieder aber noch erkennen kann. Das letzte, bandförmige Fühlerglied ist breit und unbehaart. Die Facettenaugen sind unbehaart, die kurzen Palpen eingliedrig. Das Schildchen (Scutellum) ist unbedornt. Bei den langen schlanken Flügeln ist die Flügelader r-m schräg, r2+3 liegt distal davon, es gibt drei m-Äste, wobei m2 und m3 distal konvergieren. Die Genitalien sind bei beiden Geschlechtern klein und verborgen. Die Legeröhre der Weibchen ist meistens eingezogen.

## Vorkommen und Lebensweise
Die Art stammt aus den tropischen und subtropischen Breiten Amerikas, vermutlich aus Südamerika. Heute ist sie, aufgrund der Verschleppung durch den Menschen, als Neozoon fast weltweit verbreitet. Ein wichtiger Grund dafür ist die Zucht der Larven als Futtertiere oder zur Behandlung von Abfällen, aus denen immer wieder Fliegen entkommen können, die sich aufgrund ihrer ökologischen Anspruchslosigkeit leicht etablieren können. Der erste europäische Nachweis von 1926 stammt von der Insel Malta. Nach dem Zweiten Weltkrieg war sie im Westen der Mittelmeerregion bereits weit verbreitet. Später begann sie sich nach Osten hin auszubreiten. Die Verbreitung nach Norden verlief durch das hohe Wärmebedürfnis der Art langsamer. Seit 1986 ist sie in Nordwest-Frankreich nachgewiesen, seit 1989 in der Schweiz. Im Jahr 2010 erreichte sie im äußersten Süden Deutschlands (Grenzach-Wyhlen) ihr bis dahin nördlichstes Vorkommen. Seit 2013 ist ein Vorkommen noch weiter nördlich, im Nordosten Tschechiens (aus Bohumín nahe der Grenze zu Polen) bekannt geworden.
Die Larven ernähren sich saprophag von faulenden pflanzlichen Stoffen und tierischen Abfällen.

### Lebenszyklus
Der Lebenszyklus von Hermetia illucens (Schwarze Soldatenfliege) dauert unter optimalen Bedingungen 40–45 Tage, abhängig von Temperatur und Nahrungsangebot. Zwei Tage nach dem Schlüpfen sind die Fliegen geschlechtsreif; Männchen locken Weibchen durch Pheromone an. Die Paarung dauert bis zu 20 Minuten, danach legen Weibchen innerhalb von zwei bis drei Tagen bis zu 800 Eier in feuchtem, organischem Material. Nach drei bis vier Tagen schlüpfen die Larven, die sich innerhalb von zwei bis drei Wochen auf bis zu 25 mm Länge und 0,3 g Gewicht entwickeln. Anschließend beginnen sie das Vorpuppenstadium und verpuppen sich in einem ruhigen, dunklen Ort. Nach etwa 10 Tagen schlüpfen die erwachsenen Fliegen, die ein bis zwei Wochen leben, um sich fortzupflanzen. Ausgewachsene Tiere brauchen sich nicht selbst zu ernähren, da sie sich ausschließlich von den während des Larvenstadiums angesammelten Nährstoffen ernähren. Es hat sich jedoch gezeigt, dass die Versorgung mit Wasser und Nahrung ihre Langlebigkeit und Fortpflanzungsleistung erhöhen kann.

## Zucht
Die Zucht der Schwarzen Soldatenfliege hat sich als vielversprechende landwirtschaftliche Praxis etabliert, da sie in der EU als Nutztiere anerkannt sind und ihre Zucht als landwirtschaftliche Urproduktion gilt. Landwirtschaftliche Betriebe können somit die Zucht ohne besondere behördliche Auflagen betreiben, abgesehen von der Regelung der Futtermittel. Die Larven der Hermetia illucens werden mit einer Vielzahl von organischen Reststoffen wie Gemüse- und Obstresten, Reststoffen aus der Lebensmittel- und Getränkeproduktion, Getreideschrot sowie Kaffee- und Brauereiabfällen gefüttert. Verboten sind tierische Produkte (außer Milch und Eier), Küchenabfälle, Fleisch- und Knochenmehl sowie medizinische und chemische Abfälle, um die Sicherheit der gezüchteten Larven zu gewährleisten und die Übertragung von Krankheiten zu vermeiden.
Der Zuchtprozess der Schwarzen Soldatenfliege umfasst drei Hauptphasen: Nachzucht, Aufzucht und Ernte/Verarbeitung. In der Nachzucht erfolgt die Paarung der Fliegen unter optimalen klimatischen Bedingungen (30 °C und 70 % Luftfeuchtigkeit). Nach der Eiablage schlüpfen die Larven, die sofort mit feuchtem Futter versorgt werden. Während der Aufzucht werden die Larven in größere Boxen umgefüllt und weiter gefüttert, wobei die Temperatur im Raum kontinuierlich überwacht wird, um ein optimales Wachstum zu gewährleisten. Am Ende der Wachstumsperiode, nach etwa zwei Wochen, werden die Larven vom verbliebenen Substrat getrennt und geerntet. Dieses Substrat, bestehend aus Futterresten, abgeworfenen Exoskeletten und Exkrementen der Larven wird auch „Frass“ genannt und gilt als ein vielversprechender Pflanzendünger. Etwa 3–5 % der Larven bleiben zur Fortsetzung des Zuchtzyklus in den Aufzuchtboxen und verpuppen sich. Die Weiterverarbeitung der Larven zu Tierfutter muss strengen EU-Richtlinien und nationalen Gesetzen entsprechen, um hohe Hygienestandards zu erfüllen und die Qualität des Endprodukts zu sichern.
Mitunter erfolgt die Züchtung der Larven in großtechnisch angelegten Produktionsprozessen. Die sogenannten „vertikal Farms“, feuchtwarm klimatisierte Fabrikhallen, in denen die Insekten in automatisiert stapelbaren Kistentürmen gehalten werden, ermöglichen eine der Nachfrage angepasste Skalierbarkeit und stellen zugleich die Durchsetzung der Hygieneanforderungen sowie die Effektivität der Produktion sicher.

## Nutzung

### Futterinsekt
Larven von Hermetia illucens („black soldier fly larvae“, abgekürzt BSFL) werden als Futterinsekten in der Nutztierhaltung eingesetzt, primär im Bereich der Aquakultur, für den sie seit 2017 EU-weit als Futtermittel zugelassen sind. Daneben wird ein Einsatz als Futtermittel in der landwirtschaftlichen Nutztierhaltung angestrebt. Soldatenfliegen erreichen bei der Zugabe von weniger als zwei Kilo Futtermittel ein Lebendgewicht von etwa einem Kilo. Dies entspricht etwa der Futterbilanz von Hühnern, wobei deren Schlachtgewicht jedoch geringer als das Lebendgewicht ist. Seit September 2021 ist es gestattet, verarbeitete tierische Proteine (VTP) aus Nutzinsekten auch an Geflügel und Schweine zu verfüttern.
Der hohe Protein- und Fettanteil und die weiche Konsistenz der Soldatenfliegen-Larven machen sie als Ersatz für Fischmehl und Fischöl interessant, dessen Produktion wegen zurückgehender Fangmengen und darauf folgenden rechtlichen Beschränkungen stagniert, was zu Preissteigerungen führt. Nach Nahrungsversuchen sind die Larven besser als Fischfutter geeignet als mögliche Ersatzprodukte auf pflanzlicher Basis. Nach entsprechenden Vorversuchen ist auch der Einsatz in der Geflügelproduktion denkbar. Gegenüber anderen Insektenlarven günstige Eigenschaften sind der längere Lebenszyklus (gut drei Wochen, gegenüber fünf Tagen bei Stubenfliegen) und das damit erreichbare größere Endgewicht sowie die Tatsache, dass die Maden zur Verpuppung das Nahrungssubtrat verlassen, was die Ernte erleichtert. Auch dass die erwachsenen Tiere keine Nahrung mehr zu sich nehmen müssen, um ihren Lebenszyklus zu vollenden, wird als Pluspunkt gewertet, weil es die Züchtung erleichtert. In der Geflügelproduktion könnten sie von den Abfällen der Produktion selbst ernährt werden. Ungünstige Eigenschaften sind das Fettsäureprofil mit viel gesättigten Fettsäuren, die auch das Profil des Endprodukts beeinflussen; ein hoher Anteil gesättigter Fettsäuren in der Nahrung gilt ernährungsphysiologisch als möglicherweise bedenklich. Bei der Nutzung von Abfallstoffen als Zuchtbasis bestehen außerdem hygienische Bedenken. Zudem sind sie, aufgrund ihrer Ernährung von organischen Abfallstoffen aller möglichen Art, von Interesse, da sie sowohl billig produziert werden als auch einen Beitrag zur Abfallverwertung leisten könnten. Da sie jedoch rechtlich als Nutztiere angesehen werden, dürfen sie kein Futter aus Wiederkäuer-Proteinen, Küchen- und Speiseabfällen, Fleisch- und Knochenmehl sowie Gülle erhalten.
Im Bereich Haustierfutter gibt es Produkte zur Hundeernährung, die Hermetia illucens als Hauptproteinquelle enthalten. Bei Versuchen mit Alleinfuttermitteln erwies sich die Rohprotein-Verdaulichkeit als identisch gegenüber einem Produkt aus Geflügelprotein (Huhn), während die Rohfettverdaulichkeit die des Hühnerfleischprodukts signifikant überstieg und die Kotqualität sich durch die Gabe des insektenbasierten Futters verbesserte.

### Pflanzendüngerproduktion
Die Rückstände aus der Zucht der Schwarzen Soldatenfliege, auch „Frass“ genannt, sind als Pflanzendünger, Bodenverbesserer oder Pflanzenstärkungsmittel ein immer wichtiger werdendes Produkt in der kommerziellen Insektenzucht. Es gibt sogar Unternehmen, welche die Larven nicht vom Frass trennen und die Mischung von beidem als Dünger verkaufen. Obwohl das Nährstoffprofil vom Frass der Schwarzen Soldatenfliege variabel ist, da es vom Futter der Larven abhängt, gilt das Verhältnis von N:P2O5:K2O im Frass als ausgeglichen. Sein C/N-Verhältnis schwankt um 15 und sein pH-Wert schwankt um 7,5 und ist somit eher basisch. Es wird angenommen, dass Frass neben seiner direkten Nährstoffwirkung auch einen positiven Einfluss auf Bodenfruchtbarkeit und Pflanzengesundheit haben kann durch enthaltene Mikroben und bioaktive Substanzen, wie z. B. Chitin. In der EU ist aktuell allerdings nur jenes Frass auf dem Markt zugelassen, welches für eine Stunde bei 70 °C zur Desinfektion behandelt wurde. Diese Behandlung könnte die zuvorgenannten potenziellen, positiven Effekte von oft hitzelabilen endogenen Mikroben oder bioaktiven Substanzen einschränken.

### Speiseinsekt
Eine mögliche Nutzung der Larven der Schwarzen Soldatenfliege als Speiseinsekt wurde geprüft, kam aber bisher kaum über Vorversuche hinaus. Traditionelle Nutzung als Lebensmittel ist weltweit nur bei einem Volk, den Kadazan-Dusun in Sabah (Malaysia, Ostasien) nachgewiesen. Sie ist auch hier rückläufig und wird von der jüngeren Bevölkerung mit Armut und Rückständigkeit assoziiert. Probleme bei der Nutzung in der menschlichen Ernährung sind die Ernährung aus Abfällen, die für das Image bei der Vermarktung problematisch ist, und das ungünstige Fettsäurenprofil. Die Soldatenfliegen-Larven sind weich und ähneln in der Konsistenz dadurch nicht Fleischprodukten, sondern eher fetten Ölen. Es wird über einen unangenehmen Geruch berichtet, während die geschmacklichen Eigenschaften unterschiedlich bewertet, aber zumindest von einigen als akzeptabel eingeschätzt werden. Durch die genannten Probleme erscheint insgesamt ein Einsatz in der Tierzucht weitaus wahrscheinlicher als für die menschliche Ernährung. Sie wird auch von der FAO nur als mögliche Alternative in extrem ungünstigen Ernährungsszenarien für die Menschheit erwogen.